# إي تك
ليتوك (بالكورية: 이특) واسمه الحقيقي باك جونغ سو (ولد بتاريخ 1 يوليو 1983) هو مغني بوب كوري، ومقدم برامج، وله تجارب في كتابة الأغاني، وهو القائد لفرقة سوبر جونيور وأحد الراقصين الأساسيين الستة فيها، وهو غالبا المتحدث الأساسي في المقابلات والبرامج ممثلا للفرقة، ومعنى اسمه الفني: المميز (بالإنجليزية: special).

## حياته الفنية
بينما كان إي تك وأخته الكبرى بارك إن-يونغ مسافرين =)
إلى ى ميونغ-دونغ لقضاء عطلة في بداية عام 2000 قام بحثه أحد الباحثين عن المواهب على المشاركة في تجارب الأداء التي تجريها شركة إس إم إنترتينمينت (بالإنجليزية: sm entertainment) تحت اسم ستارلايت كاستينغ سيستم starlight casting system. وهي مسابقة تقوم بها الشركة لاختيار فنانين ليعملوا تحت اسمها. وبعد عدة اختبارات في تسجيل الصوت وفي الأداء قام إي تك بالتعاقد مع شركة SM entertainment ليصبح بذلك أحد المتدربين فيها.
بعد ذلك وفي نفس السنة كان له ظهور قصير جدا على شاشة التلفاز كـ (كومبارس) (بالإنجليزية: Extra) في المسلسل الكوري كل شيء عن إيف كما كان موديلا لـ pepsi لفترة قصيرة عام 2002.
في عام 2003 تم اختيار إي تك ليكون عضوا في فرقة شباب تتكون من خمسة أعضاء من بينهم زميله المسقبلي في فرقة سوبر جونيور دونغهي،وكان هناك عدة اقتراحات لاسم الفرقة هي :OK، pricor، smile، لكن المشروع سرعان ما ألغي.

### سوبر جونيور 05
بعد إلغاء مشروع الفرقة الخماسية تم ضم إي تك ودونغهي مع عشرة أعضاء آخرين ليشكلوا فرقة شباب كثيرة الأعضاء(12 عضوا) يقوم مبدأها على التجديد الدوري للأعضاءوتم تسميتها سوبر جونيور05 وتم اختيار إي تك وهو العضو الأكبر سنا لمنصب القائد.
يوم 6/نوفمبر/2005 كان البداية الرسمية لسوبر جونيور 05(الجيل الأول من فرقة سوبر جونيور)والبداية الرسمية لإي تك كعضو فيها حيث قامت الفرقة بأداء أغنيتهم الأولى توينز(نوك اوت)(بالإنجليزية: Twins (knock out))، في برنامج popular songs على قناة SBS في وجود ما يقارب 500 من معجبي الفرقة.

### سوبر جونيور
في شهر مارس 2006 بدأت SM entertainment، باختيار أعضاء جدد ليكونوا في الجيل الثاني من سوبر جونيور مع بقاء إي تك في منصب القائد لفرقة سوبر جونيور 06، ولكن المخطط تغير بإضافة الشركة للعضو الثالث عشر كيوهيون، وإعلانها إيقاف تشكيل أجيال سوبر جونير المستقبلية، وذلك بسبب إدراكها للشعبية الكبيرة التي يحظى بها أعضاء الفرقة، وهكذا أسقطت اللاحقة 05 في اسم الفرقة، وأصبح اسم الفرقة رسميا سوبر جونيور وبقي إي تك في منصب القائد.
بعد هذا التغيير الذي حدث للفرقة قامت الفرقة بإصدار أغنيتهم U والتي قادت الفرقة إلى نجاح كبير، وكانت هذه الأغنية أنجح أغاني الفرقة من حيث أدائها في مراتب الأغاني حتى إصدارهم لأغنية sorry sorry في شهر مارس سنة 2009.

### الفرق الفرعية
فرقة سوبر جونيور تعتمد في مشوارها الفني طريقة إيجاد الفرق فرعية، حيث تضم كل فرقة فرعية بعضا من أعضاء الفرقة الأصلية (ما عدا سوبر جونيور M التي تضم عضوين من خارج أعضاء الفرقة الأصلية الثلاثة عشر)وذلك لإتاحة المجال لكل عضو لإظهار مواهبه حيث أن كثرة الأعضاء في الفرقة قد يمنع ذلك.
فإي تك عضو في فرقة سوبر جونيور T التي تم تشكيلها في فبراير /2007، والتي تتشكل من ستة أعضاء هم : إي تك، هي تشول، كانغ إن، شن دونغ، سونغ من، إن هيوك، والتي تختص بموسيقى التروت (بالإنجليزية: Trot).
وهو أيضا عضو في فرقة سوبر جونيور هابي التي تم تشكيلها عام 2008، وأعضاؤها هم نفس أعضاء سوبر جونيور T مع استبدال هي تشول بـ يي سونغ، وموسيقاها من نوع البابل غم (بالإنجليزية: bubble gum).

## اختيار اسمه الفني
أوضح إي تك أن اسمه الحقيقي بارك جونغ-سو يوافق ِأسماء عدة مشاهير في كوريا فأراد المشرف على الفرقة أن يكون له اسم ذا صدى قوي مثل اسم كانغ تا (عضو في الفرقة الشهيرة H.O.T ومعنى اسمه النجاح العظيم) فقام المشرف باختيار اسم إيتوك الذي يعني المميز وذلك لأنه رأى فيه شخصا مميزا، وإي تك غالبا ما يعرف عن نفسه بـ (سوبر جونيور تِكبيوران ليدو) أي قائد سوبر جونيور المميز. أو يعرف عن نفسه بـ (توكي توكي إيتوكي اميدا) أي أنا المميز المميز إي تك.

## حادث سير عام 2007
في 19 /أبريل / 2007 أي بعد ما يقارب الشهرين على إصدار سوبر جونيور T لأغنيتهم روكوغو (rokugo)، أصيب إي تك بجروح طفيفة وهي كسر فقرة في الظهر وعلقت شظية بجمجمته وحصل على عملية جفون مزدوجة بسبب اصابة قرنية عينه اليمنى وكسر في فكه العلوي وهو قد قام بزراعة اسنان صناعية وسن واحد ذهبي.

## بعض الحقائق
1- إي تك يدعو نفسه بالملاك الذي فقد أجنحته (بالكورية : نالغيلين تشونسا) أو إي تك الملاك فهو يقول بأنه يوم ولادته أمطرت السماءء
2- لديه طريقته الخاصة بالتعريف عن نفسه بما يشبه الرقصة.
3- كان يعاني من ضعف نظر في السابق وأجرى عملية ليزر لعينيه لكنه ظل يلبس النظارات كزينة فقط، خاصة في فترة الترويج للألبوم الأول.

## التقديم
منذ عام 2006 وإي تك يقوم بتقديم برنامج (Super Junior Kiss The Radio) أو باختصار (Sukira) برفقة زميله في الفرقة إن هيوك، ويقوم البرنامج بالترويج للموسيقى الكورية والثقافة الكورية، ويحطى البرنامج بشعبية واسعة وهو من أكثر البرامج مشاهدة على القنوات الكورية.
إي تك مشهود له بمهاراته في تقديم البرامج وبفضل هذه المهارات فإن له دورا مهما في برنامج Star King الذي يعرض على SBS، ويقدمه المقدم كانغ هودونغ، وكذلك الحال في برنامج Strong Heart الذي يقدمه كانغ هودونغ وإي سونغ غي، حيث أن له فقرة خاصة في البرنامج يقدمها بالتعاون مع إِن هيوك وشن دونغ وتعرف الفقرة باسم أكاديمية إي تك (بالإنجليزية: teukigayo) وهي فقرة تحمل الكثير من الضحك وهي تلاقي الكثير من الدعم والحب من المشاهدين، وقد صرح إي تك مؤخرا بأنه يتلقى دروسا في تقديم البرامج من المقدم الشهير كانغ هو-دونغ، الذي كان بدوره قد أثنى على موهبته.
عام 2009، مُنح إي تك لقب ثاني أكثر المغنيين العاملين بجد لعام 2009، تم منح اللقب إي تك نتيجة لجهده الملحوظ كدي جي في الراديو، وكمقدم لعدة برامج، وكمغني آيدول يقود فرقة من 12 عضواً.
عام 2010، تم اختيار إي تك كمقدم جديد في برنامج إنجوي تودي، حالاّ محل سينغري من فرقة بيغ بانغ الذي غادر البرنامج للتركيز على ألبوم الفرقة القادم، قام إي تك بغناء أغنية «تذمر» مع كريستال في إنجوي تودي، من خلال ذلك، علم الجميع معلومات أكثر عن صوته، فقد أظهر صوتاً قوياً جداً.

### برامج التلفاز
| التاريخ                      | الاسم                                                  | ملاحظات                                                 |
| 10 نوفمبر 2005–27 مارس 2008  | Mnet M!Countdown                                       | برفقة إن هيوك وشن دونغ                                  |
| 27 ديسمبر 2007–20 أغسطس 2008 | Leeteuk's Love Fighter المقاتل من أجل الحب             | برنامجه الخاص يقوم فيه بمساعدة المتحابين على حل مشاكلهم |
| 7 يناير 2008–5 أبريل 2008    | ComedyTV Unbelievable Outing Season 3                  | مع أعضاء"سوجو هابي" ودونغهي                             |
| 10 يوليو 2008–9 أكتوبر 2008  | برنامج فرق الآيدول الموسم الأول MBC Idol Show Season 1 | مع "سوجو هابي" ومقدمين آخرين                            |
| 1 نوفمبر 2008–(مستمر)        | Mnet Bachelor While on a Date                          |                                                         |
| 2009–2010                    | KBS Challenge! Golden Ladder                           | برفقة ثلاثة مقدمين اخرين                                |
| 2009                         | KBS Challenge! Good song                               | مع هيون-يونغ وبووم                                      |
| 5 سبتمبر, 2009–الوقت الحاضر  | معجزة SBS Miracle                                      | مع إن هيوك، شن دونغ، سونغ من، كانغ إن                   |
| 16 سبتمبر 2009–الوقت الحاضر  | ملك الخاتم MBC King of the Ring                        | مع إن هيوك وشن دونغ                                     |
| 25 ديسمبر 2009–الوقت الحاضر  | SBS Oh! Brothers                                       |                                                         |
| 2010                         | برنامج مُلاحِق الحب MBC love chaser                      | مع يي سونغ                                              |
| 2009- الوقت الحاضر           | سترونغ هارت أو "القلب القوي" على قناة SBS              | مع إينهيوك                                              |
| 2010- 2011                   | Enjoy today، إنجوي تودي على قناة MBC                   |                                                         |
| ديسمبر 2010-فبراير 2010      | Super Junior's Foresight، برنامج سوبر جونيور "فورسايت" | مع إينهيوك وكيوهيون وييسونغ وغيرهم من الأعضاء           |

### برنامج الراديو
| التاريخ                     | الاسم                                                     | ملاحظات             |
| 21 أغسطس 2006-4 ديسمبر 2011 | Super Junior's Kiss the Radio (슈퍼주니어 키스 더 라디오) | يقدمه برفقة إن هيوك |

### تقديم الحفلات
| التاريخ        | الحفل                                      |
| 10 سبتمبر 2005 | حفلة دونبان شنغي rising sun                |
| 2006           | لقاء المعجبين للفرقة اليابانية 6V في كوريا |

## المسلسلات
| التاريخ | الاسم               | الدور              | ملاحظات                        |
| 2000    | MBC All About Eve   | أحد الحضور في حفلة | ظهور قصير ككومبارس في الحلقة 5 |
| 2007    | MBC Rainbow Romance | طالب وسيم          | ضيف شرف في الحلقة 136          |

| 2011|| Dream High|| مقدم راديو || ضيف شرف في الحلقة 13
| 2011|| all my love|| شخص معجب بفتاة || ضيف شرف في حلقة 144

## تأليف الأغاني
| الأغنية                                          | ملاحظات                                          |
| (I Am) أغنية من الألبوم الثاني لسوبر جونيور      | بالمشاركة مع دونغهي وسونغ من وإن هيوك سوبرجونيور |
| أغنية المقدمة الثانية لبرنامجه الراديو سوكيرا    | كلمات الراب كتبها إن هيوك                        |
| أنا ذاهب للقائكِ الآن jeigeum mannaro gayo        | ألفها مع سونغ من                                 |
| لحّن أغنية شِنشيم "All My Heart" من الألبوم الرابع | مع عضو سوبر جونيور M هِنري                        |

## الجوائز
| السنة | الجائزة              | من أجل                                            | ملاحظات                                |
| ----- | -------------------- | ------------------------------------------------- | -------------------------------------- |
| 2009  | جائزة أفضل قادم جديد | ستار كينغ (star king) وسترونغ هارت (strong heart) | سترونغ هارت بالمشاركة مع إن هيوك وبووم |

## ذهابه إلى الجيش
صرح إي تك في مقابلة مؤخراً بأنه يرغب ببدء السنتين الإلزاميتين له في الجيش إما في بداية 2012 أو في نهاية 2011، وأنه بعد إنهائه للخدمة العسكرية، سوف يبذل أقصى جهده ليعود إلى القمة مرة ثـــا نـيـة

## الروابط الخارجية
- إي تك على موقع IMDb (الإنجليزية)
- إي تك على موقع ميوزك برينز (الإنجليزية)
- إي تك على موقع ديسكوغز (الإنجليزية)
- إي تك على موقع قاعدة بيانات الفيلم (الإنجليزية)

- موقع شركة إس إم إنترنتينمينت الرسمي
- موقع سوبر جونيور الرسمي
- موقع سوبر جونيور الصيني الرسمي
- موقع سوبر جونيور الياباني الرسمي
- الموقع الرسمي لسوبر جونيور تي
- الموقع الرسمي لسوبر جونيور هابي
- الموقع الرسمي لبرنامج إي تك المقاتل من أجل الحب
- الموقع الرسمي لKBS سوبر جونيور كس ذا راديو
- MBC All About Eve الموقع الرسمي
- Leeteuk's CYWorld الموقع الرسمي ل
- موقع إي تك الصيني
- Leeteuk's Baidu Bar Official Site